# キュリクス

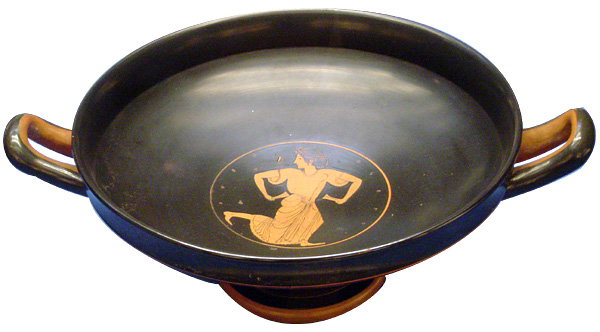
エウエルギデスの画家 (Euergides painter) によるキュリクス（紀元前500年ごろ）。ロンドン大英博物館

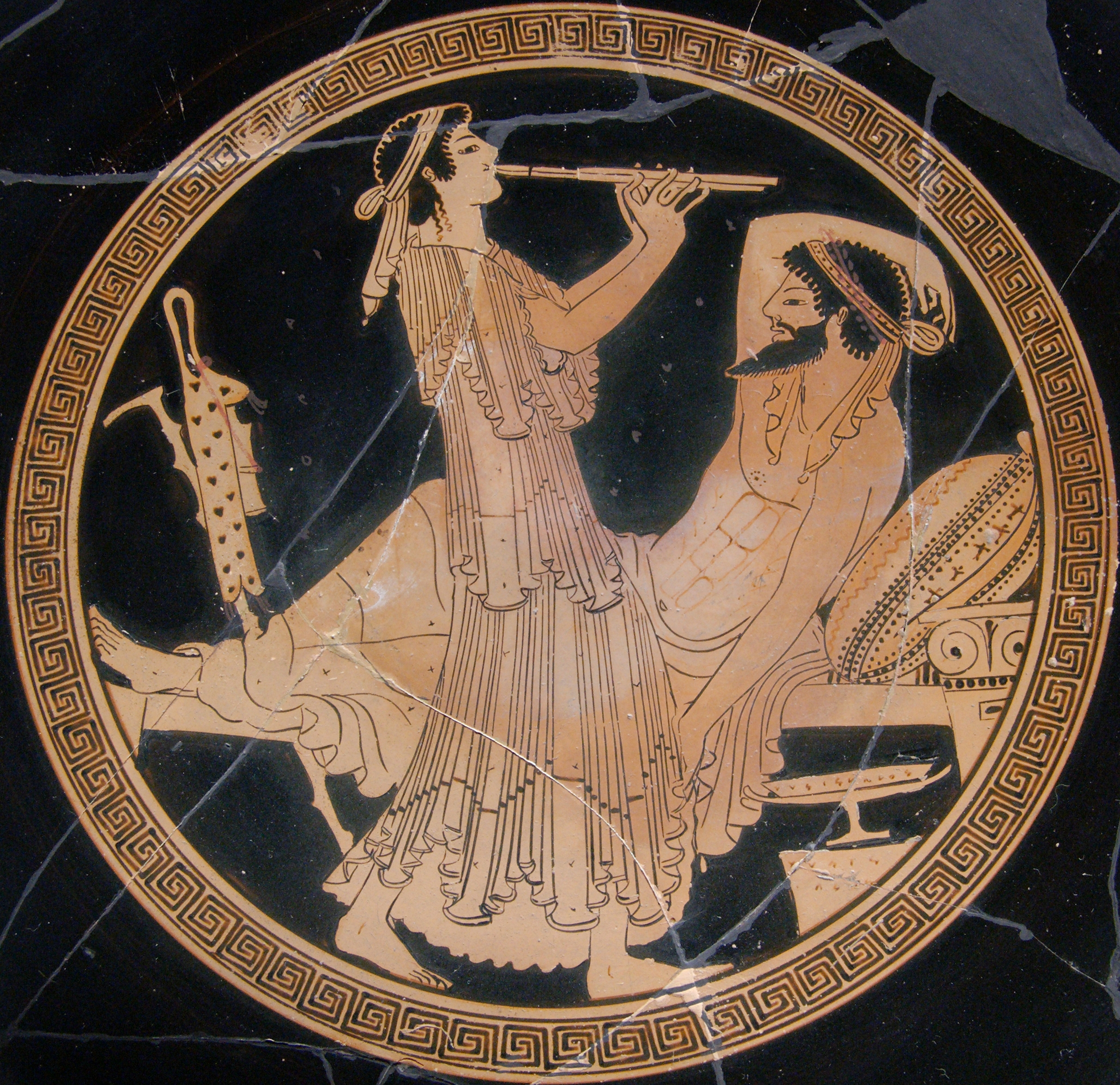
シンポシオンで少年が笛を吹いている場面を描いたキュリクス（紀元前490年ごろ）。ルーヴル美術館

キュリクス（古希: κύλιξ、kylix）は、ワイン用酒杯の一種で、比較的浅く広がった形状で脚がついており、縁の両端に対称かつ水平の取っ手が出ていることが多い。内側のほぼ平らな円形の部分をトンド（円形の絵画）と呼び、紀元前6世紀や紀元前5世紀の黒絵式陶器や赤絵式陶器では主にそこに絵を描いていた。ワインを注いだ状態では絵が隠れており、飲み干さないと全体を見ることはできない。そこでそれを踏まえ、飲む人を驚かせたり興をそそるような場面を描いたものが多い。その名称はギリシア語でカップを意味し、ラテン語では calix に対応する。英語の "chalice"（聖杯または聖爵）の語源でもある。

## 概要
キュリクスはミケーネ文明で生まれた。元々は土器だったが、後に陶器のキュリクスへと進化していった。テラコッタ製のキュリクスが多数出土している。"redware" と呼ばれるテラコッタは酸化鉄を多く含み赤い色になることから、ギリシャ人やエトルリア人が特に好んだ。陶工がキュリクスを形成すると、絵付職人が希釈された釉薬でギリシア神話や日常生活の場面を外側に描いた。
キュリクスの内側にはシンポシオンや祝宴の様子がよく描かれている。丸く若干湾曲しているため、絵付けには独特の構図のスキルを要する。キュリクスの絵で有名な絵付師としては、オネシモス (en)、マクロン (en)、ドゥーリス (en) がいる。
古代ギリシアでは、キュリクスは主にシンポシオン（酒宴）で使われたため、飲み干したときに現れる内側の絵には、ユーモラスで陽気な場面や性的な場面がよく描かれていた。ワインの神であるディオニューソスやその仲間のサテュロス、コモスの光景などが主題に多い。また、異性愛や同性愛、性交の場面などもよく描かれている。シンポシオンは半ば横たわって行われたため、キュリクスはそのような姿勢でも飲みやすいように考慮されている。